# فريسكو (مصطلح)
يحمل مصطلح فريسكو (بالإسبانية: fresco)‏ الكثير من المعاني، حيث يعني قليل البرودة، شيء جديد أو حديث الانتهاء أو الحدوث، شئ طبيعي أو عفوي، طعام غير مجمد، شخص شاب وصحي أو سليم، شخص ساكن أو هادئ ولا يتأثر في الخطر أو الأحداث العارضة، شخص مرتاح لا يبين علامات التعب أو الإرهاق، قماش رفيع أو خفيف، شخص يتحدث أو يتصرف بدون خجل، شخص غير مهتم بنفسه أو بغيره، وهو أيضًا تعبير غاضب وغير سار (مثال: قال قولاً بذيئاً.)، وأيضًا يقصد بها التصوير الجصي أو الرسم بصبغات مُذابة في ماء الجص على حائط مطلي أيضًا بالجص الرطب أو المبلل.